# Parêherounemef (fils de Ramsès III)
Pour les articles homonymes, voir Parêherounemef.
Parêherounemef, est un prince égyptien, qui a vécu pendant la XXe dynastie. Il est fils de Ramsès III.

## Généalogie
Amonherkhépeshef est un des fils aînés de Ramsès III. Toutefois, le nom de sa mère n'est pas connu avec certitude, Christian Leblanc a proposé la reine Minefer.

## Biographie
Fils aîné de Ramsès III, Parêherounemef est né avant l'accession au trône de son père. Il est l'héritier en titre du trône d'Horus. Parêherounemef porte des titres militaires, et est le premier des fils royaux à occuper la place de « premier conducteur de char de sa Majesté », fonction qui l'associe étroitement à son père lors des campagnes militaires du règne.
Il ne survit pas à son père, toute trace du prince disparaissant après l'an 12, et cède la place en qualité de prince héritier à ses autres frères. Sethyherkhopshef est le seul prince ne figurant pas dans la liste des enfants royaux gravée dans le temple des millions d'années de Ramsès III à Médinet Habou.

## Sépulture
En tant que premier fils du roi et héritier du trône, Parêherounemef a eu le privilège de se faire aménager une sépulture dans la vallée des Reines sur la rive occidentale du Nil à Thèbes (Égypte). Cette tombe (QV42) qui fait partie d'une série de sépultures que le roi a fait aménager pour ses enfants, a un plan rectiligne et fait partie des tombeaux les mieux conservés de la vallée des Reines. Ses murs sont couverts de fresques représentant le roi accompagnant son fils défunt auprès des dieux.
Cette tombe est la seule tombe de la XXe dynastie qui possède une salle à piliers, avec des voûtes en berceau (la chambre funéraire E). La mort précoce du prince peut expliquer les quelques aspects inachevés de sa tombe (la décoration non peinte de la porte F et l'absence de décoration dans la chambre G) et sa comparaison avec les tombes de la XIXe dynastie des épouses de Ramsès II avec leurs chambres funéraires à piliers. Selon Elizabeth Thomas en 1966, la tombe a peut-être été construite à l'origine pour Minefer ou une autre reine et commencée à la fin de la XIXe dynastie, mais a été clairement usurpée par Parêherounemef. L'espace creusé dans le sol de la chambre funéraire contenait probablement le cercueil. Des fragments d'un sarcophage en granit trouvés par Schiaparelli (au musée de Turin) suggèrent que la tombe a été réutilisée, le cartouche ayant été effacé. La qualité des reliefs peints est élevée, bien qu'ils soient aujourd'hui noircis par une réutilisation ultérieure. Une technique de peinture différente (enduit peint) est utilisée pour la représentation de la reine sans nom.